# Endingen am Kaiserstuhl
Endingen am Kaiserstuhl è un comune tedesco di 9 021 abitanti, situato nel land del Baden-Württemberg.